# Olej z nasion marchwi

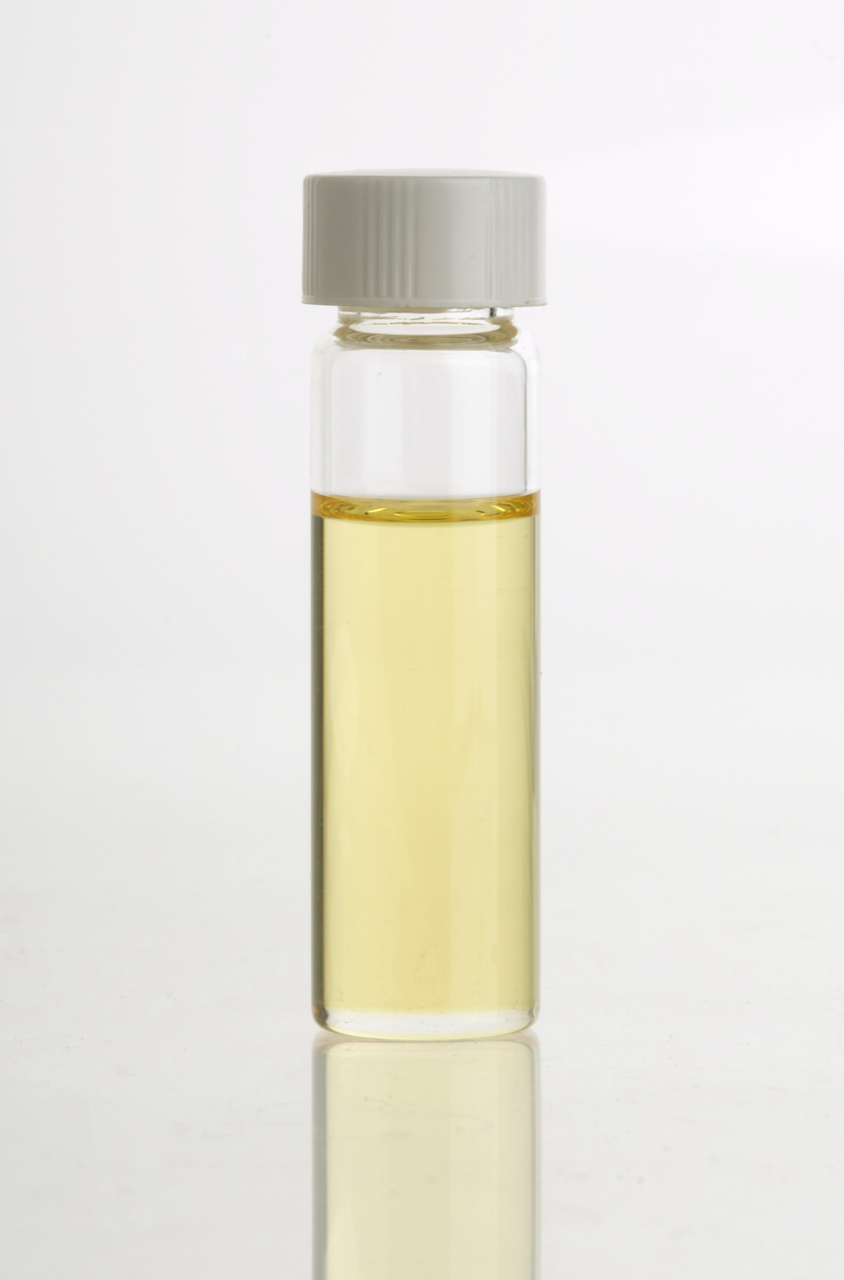
Fiolka zawierająca olej z nasion marchwi

Olej z nasion marchwi – olej pozyskiwany z marchwi zwyczajnej (Daucus carota) przez ekstrakcję rozpuszczalnikami (np. eterem naftowym) lub tłoczenie na zimno. 
Olej z nasion marchwi ma żółto-zieloną barwę i ziołowo-korzenny zapach. Powinien być przechowywany w szczelnych pojemnikach bez dostępu powietrza i światła, aby zapobiec utlenianiu. 
W oleju dominują jednonienasycone kwasy tłuszczowe (MUFA), z olejem tłoczonym na zimno i ekstrakcji CO2 zawierającym około 80% kwasu oleinowego, podczas gdy olej z ekstrakcji rozpuszczalnikowej ma około 12%. Olej zawiera także nasycone (SFA) i wielonienasycone kwasy tłuszczowe (PUFA), takie jak kwas linolowy (13%) i palmitynowy (4%). Olej z nasion marchwi zawiera trójglicerydy i fosfolipidy, w tym fosfatydylocholinę, fosfatydyloetanoloaminę i fosfatydyloinozytol. Z flawonoidów zawiera luteolinę, luteolinę 3'-O-beta-D-glukopyranozyd i luteolinę 4'-O-beta-D-glukopyranozyd.
Olej ma potencjał antyoksydacyjny, z wartością ORAC 160 μmol TE/g i wartością DPPH 37,1%. Całkowita zawartość polifenoli wynosi 1,98 GAE/g, a wskaźnik stabilności oksydacyjnej wynosi około 52 godziny, a SPF 18,8, co wskazuje na silną ochronę przed promieniowaniem UV. Flawonoidy odpowiadają za działanie antybakteryjne wykazane wobec Staphylococcus aureus i Escherichia coli.
Olej z nasion marchwi jest stosowany głównie w przemyśle kosmetycznym i spożywczym.